# Jimmy Westerlund

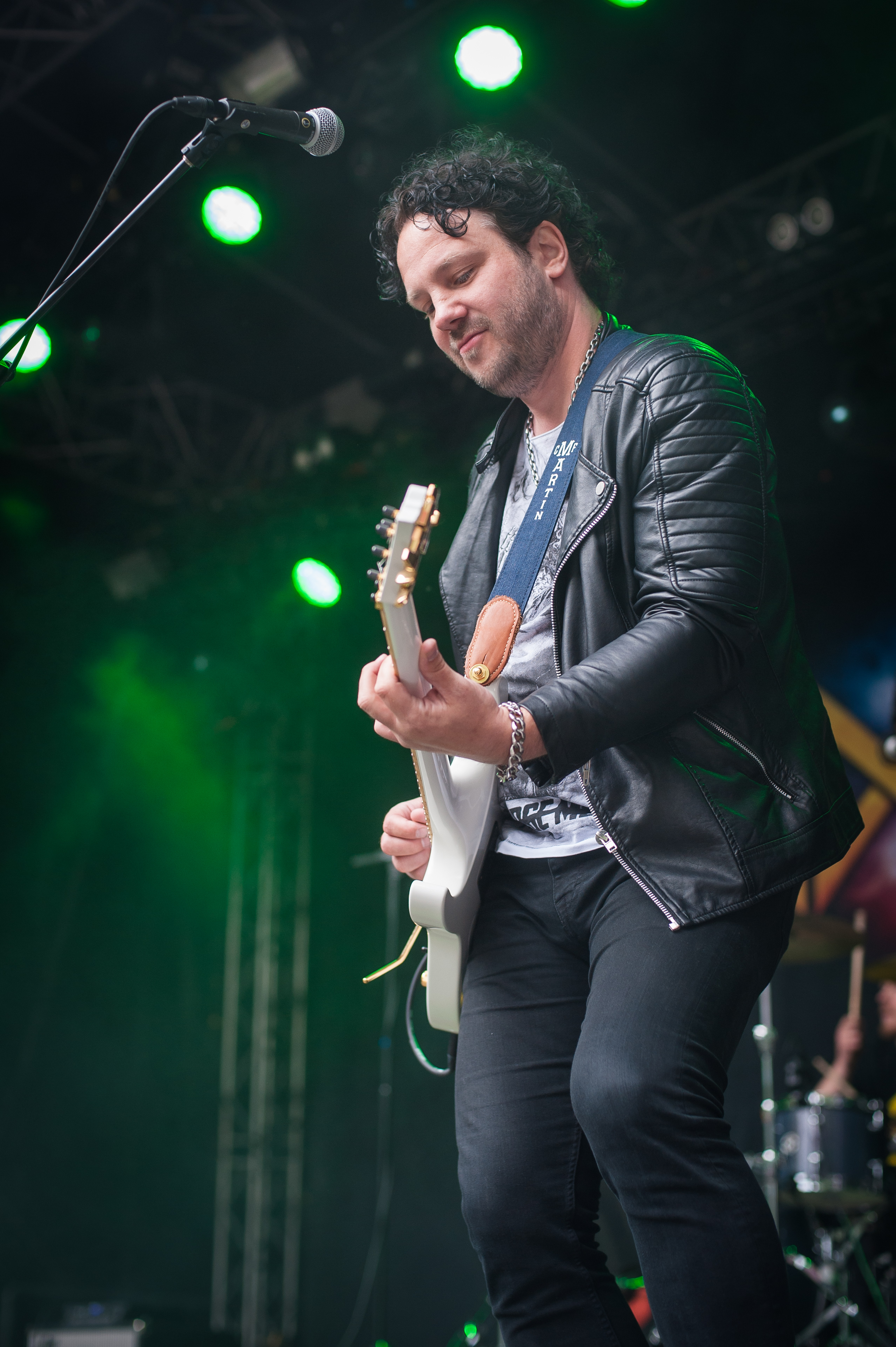
Jimmy Westerlund

Jimmy Westerlund, född 8 juli 1977 i Lappfjärd i Finland, är en finlandssvensk gitarrist, musikproducent och låtskrivare.
Westerlund är mest känd för den finländska publiken som gitarrist i bandet Kometfabriken. Tillsammans med Fredrik Furu skriver han texterna till bandets låtar. Westerlund, som i Kometfabriken är sologitarrist, spelar bland annat på Fender- och Gibson-gitarrer. Är nu gift och har två barn, bor numera i Sibbo. Slog senast igenom med låten yksin som satt kvar på Finlands topp tio listor i över 52 veckor.